# Llista de topònims de Brunyola i Sant Martí Sapresa
Llista de topònims (noms propis de lloc) del municipi de Brunyola i Sant Martí Sapresa, a la Selva
Informació actualitzada per un bot. Els canvis manuals es perdran quan s'actualitzi!

## casa
| imatge | Nom                  | Ubicat a                      | instància de | Detalls                     | coordenades                                                             | Protecció                                  | Commons (més fotos)  | Dades a WD                    |
| ------ | -------------------- | ----------------------------- | ------------ | --------------------------- | ----------------------------------------------------------------------- | ------------------------------------------ | -------------------- | ----------------------------- |
|        | Ca l'Horta del Molí  | Brunyola i Sant Martí Sapresa | casa         | Estil: arquitectura popular | 41° 54′ 37″ N, 2° 39′ 49″ E / 41.91014°N,2.66349°E                      | bé integrant del patrimoni cultural català |                      | Modifica les dades a Wikidata |
|        | Can Bruixina         | Brunyola i Sant Martí Sapresa | casa         |                             | 41° 54′ 43″ N, 2° 41′ 55″ E / 41.91185869609155°N,2.6987206935882573°E  |                                            |                      | Modifica les dades a Wikidata |
|        | Can Darder           | Brunyola i Sant Martí Sapresa | casa         |                             | 41° 54′ 21″ N, 2° 41′ 57″ E / 41.90569466294521°N,2.699160575866699°E   |                                            |                      | Modifica les dades a Wikidata |
|        | Can Font de Brunyola | Brunyola i Sant Martí Sapresa | casa         | Estil: arquitectura popular | 41° 54′ 15″ N, 2° 41′ 02″ E / 41.90426°N,2.68388°E 245 msnm             | bé integrant del patrimoni cultural català | Can Font de Brunyola | Modifica les dades a Wikidata |
|        | Can Goi              | Brunyola i Sant Martí Sapresa | casa         |                             | 41° 54′ 21″ N, 2° 42′ 07″ E / 41.905918239316286°N,2.7018749713897705°E |                                            |                      | Modifica les dades a Wikidata |
|        | Can Joan             | Brunyola i Sant Martí Sapresa | casa         |                             | 41° 54′ 33″ N, 2° 41′ 50″ E / 41.90903225737016°N,2.697122097015381°E   |                                            |                      | Modifica les dades a Wikidata |
|        | Can Mau              | Brunyola i Sant Martí Sapresa | casa         | Estil: arquitectura popular | 41° 54′ 16″ N, 2° 41′ 03″ E / 41.90432°N,2.68416°E                      | bé integrant del patrimoni cultural català | Can Mau (Brunyola)   | Modifica les dades a Wikidata |
|        | Can Mestres          | Brunyola i Sant Martí Sapresa | casa         |                             | 41° 54′ 26″ N, 2° 42′ 23″ E / 41.907139910658984°N,2.7063274383544926°E |                                            |                      | Modifica les dades a Wikidata |
|        | Can Nin              | Brunyola i Sant Martí Sapresa | casa         |                             | 41° 54′ 40″ N, 2° 41′ 41″ E / 41.911243916398504°N,2.6946115493774414°E |                                            |                      | Modifica les dades a Wikidata |
|        | Can Patet            | Brunyola i Sant Martí Sapresa | casa         |                             | 41° 54′ 29″ N, 2° 41′ 34″ E / 41.90793039142349°N,2.6928520202636723°E  |                                            |                      | Modifica les dades a Wikidata |
|        | Can Peres            | Brunyola i Sant Martí Sapresa | casa         |                             | 41° 54′ 25″ N, 2° 42′ 08″ E / 41.90691633856616°N,2.7022612094879155°E  |                                            |                      | Modifica les dades a Wikidata |
|        | Can Peres Nou        | Brunyola i Sant Martí Sapresa | casa         |                             | 41° 54′ 27″ N, 2° 42′ 16″ E / 41.90752317528232°N,2.7045464515686035°E  |                                            |                      | Modifica les dades a Wikidata |
|        | Can Piu              | Brunyola i Sant Martí Sapresa | casa         |                             | 41° 54′ 36″ N, 2° 42′ 20″ E / 41.90997441751608°N,2.705565690994263°E   |                                            |                      | Modifica les dades a Wikidata |
|        | Can Saragata         | Brunyola i Sant Martí Sapresa | casa         |                             | 41° 54′ 22″ N, 2° 41′ 37″ E / 41.90618972385718°N,2.6936030387878422°E  |                                            |                      | Modifica les dades a Wikidata |
|        | Casa Nova d'en Piu   | Brunyola i Sant Martí Sapresa | casa         |                             | 41° 54′ 35″ N, 2° 42′ 24″ E / 41.909822714703026°N,2.706788778305054°E  |                                            |                      | Modifica les dades a Wikidata |
|        | La Selva             | Brunyola i Sant Martí Sapresa | casa         |                             | 41° 54′ 37″ N, 2° 42′ 04″ E / 41.91014208862688°N,2.7011454105377197°E  |                                            |                      | Modifica les dades a Wikidata |

## castell
| imatge | Nom                 | Ubicat a                               | instància de                       | Detalls                     | coordenades                                                 | Protecció                                            | Commons (més fotos)     | Dades a WD                    |
| ------ | ------------------- | -------------------------------------- | ---------------------------------- | --------------------------- | ----------------------------------------------------------- | ---------------------------------------------------- | ----------------------- | ----------------------------- |
|        | Castell Vell        | Brunyola i Sant Martí Sapresa Brunyola | castell                            | Estil: arquitectura popular | 41° 54′ 19″ N, 2° 40′ 16″ E / 41.90537°N,2.67098°E 250 msnm | bé integrant del patrimoni cultural català           | Castell Vell (Brunyola) | Modifica les dades a Wikidata |
|        | Castell de Brunyola | Brunyola i Sant Martí Sapresa          | castell torre de telegrafia òptica | Estil: arquitectura gòtica  | 41° 54′ 17″ N, 2° 41′ 04″ E / 41.9047°N,2.68444°E 250 msnm  | bé d'interès cultural bé cultural d'interès nacional | Castell de Brunyola     | Modifica les dades a Wikidata |

## entitat singular de població
| imatge | Nom                | Ubicat a                      | instància de                                                                   | Detalls | coordenades                                                     | Protecció | Commons (més fotos) | Dades a WD                    |
| ------ | ------------------ | ----------------------------- | ------------------------------------------------------------------------------ | ------- | --------------------------------------------------------------- | --------- | ------------------- | ----------------------------- |
|        | Brunyola           | Brunyola i Sant Martí Sapresa | entitat singular de població ens local històric de Catalunya capital municipal | 261 hab | 41° 54′ 18″ N, 2° 41′ 02″ E / 41.9049114°N,2.6839536°E 267 msnm |           |                     | Modifica les dades a Wikidata |
|        | Sant Martí Sapresa | Brunyola i Sant Martí Sapresa | entitat singular de població ens local històric de Catalunya                   | 132 hab | 41° 55′ 11″ N, 2° 39′ 12″ E / 41.91965°N,2.65345556°E 125 msnm  |           | Sant Martí Sapresa  | Modifica les dades a Wikidata |

## església
| imatge | Nom                                     | Ubicat a                      | instància de | Detalls                     | coordenades                                        | Protecció                                  | Commons (més fotos)                     | Dades a WD                    |
| ------ | --------------------------------------- | ----------------------------- | ------------ | --------------------------- | -------------------------------------------------- | ------------------------------------------ | --------------------------------------- | ----------------------------- |
|        | Ermita de la Mare de Déu de Serrallonga | Brunyola i Sant Martí Sapresa | església     | Estil: arquitectura popular | 41° 53′ 01″ N, 2° 41′ 58″ E / 41.88364°N,2.69932°E | bé integrant del patrimoni cultural català | Ermita de la Mare de Déu de Serrallonga | Modifica les dades a Wikidata |
|        | Sant Fruitós de Brunyola                | Brunyola i Sant Martí Sapresa | església     | Estil: arquitectura popular | 41° 54′ 16″ N, 2° 41′ 04″ E / 41.9045°N,2.68457°E  | bé integrant del patrimoni cultural català | Sant Fruitós de Brunyola                | Modifica les dades a Wikidata |
|        | Sant Romà                               | Brunyola i Sant Martí Sapresa | església     |                             | 41° 55′ 41″ N, 2° 41′ 53″ E / 41.92799°N,2.698°E   | bé integrant del patrimoni cultural català | Sant Romà (Brunyola)                    | Modifica les dades a Wikidata |
|        | església de Sant Martí Sapresa          | Brunyola i Sant Martí Sapresa | església     | Estil: arquitectura popular | 41° 55′ 33″ N, 2° 39′ 02″ E / 41.92588°N,2.65069°E | bé integrant del patrimoni cultural català | Església de Sant Martí Sapresa          | Modifica les dades a Wikidata |

## granja
| imatge | Nom                                  | Ubicat a                      | instància de | Detalls | coordenades                                                         | Protecció | Commons (més fotos) | Dades a WD                    |
| ------ | ------------------------------------ | ----------------------------- | ------------ | ------- | ------------------------------------------------------------------- | --------- | ------------------- | ----------------------------- |
|        | Granges d'en Riera d'Avall           | Brunyola i Sant Martí Sapresa | granja       |         | 41° 55′ 09″ N, 2° 39′ 24″ E / 41.9192076311601°N,2.6566426405746°E  |           |                     | Modifica les dades a Wikidata |
|        | Granges de la Bruguera               | Brunyola i Sant Martí Sapresa | granja       |         | 41° 55′ 29″ N, 2° 40′ 28″ E / 41.9248437321774°N,2.67446199462104°E |           |                     | Modifica les dades a Wikidata |
|        | Granja d'en Puigmartí                | Brunyola i Sant Martí Sapresa | granja       |         | 41° 55′ 17″ N, 2° 39′ 18″ E / 41.92141878094°N,2.65513536221657°E   |           |                     | Modifica les dades a Wikidata |
|        | Granja de la Casa Nova de l'Esquerrà | Brunyola i Sant Martí Sapresa | granja       |         | 41° 54′ 04″ N, 2° 40′ 09″ E / 41.9010144498701°N,2.66909755933038°E |           |                     | Modifica les dades a Wikidata |
|        | Granja del Ros                       | Brunyola i Sant Martí Sapresa | granja       |         | 41° 55′ 08″ N, 2° 38′ 51″ E / 41.9187658885165°N,2.64758841798055°E |           |                     | Modifica les dades a Wikidata |

## masia
| imatge | Nom                      | Ubicat a                      | instància de | Detalls                                 | coordenades                                                                  | Protecció                                  | Commons (més fotos)    | Dades a WD                    |
| ------ | ------------------------ | ----------------------------- | ------------ | --------------------------------------- | ---------------------------------------------------------------------------- | ------------------------------------------ | ---------------------- | ----------------------------- |
|        | Ca l'Anton               | Brunyola i Sant Martí Sapresa | masia        |                                         | 41° 55′ 59″ N, 2° 41′ 13″ E / 41.9330743905071°N,2.68686820585399°E          |                                            |                        | Modifica les dades a Wikidata |
|        | Ca l'Artiga              | Brunyola i Sant Martí Sapresa | masia        |                                         | 41° 54′ 16″ N, 2° 42′ 33″ E / 41.9045457541925°N,2.70926431867631°E          |                                            |                        | Modifica les dades a Wikidata |
|        | Ca l'Esquerrà            | Brunyola i Sant Martí Sapresa | masia        |                                         | 41° 54′ 12″ N, 2° 39′ 53″ E / 41.9034602593261°N,2.66459991447125°E          |                                            |                        | Modifica les dades a Wikidata |
|        | Ca l'Isidro Joan         | Brunyola i Sant Martí Sapresa | masia        |                                         | 41° 55′ 34″ N, 2° 39′ 29″ E / 41.9262459825154°N,2.65800395468898°E          |                                            |                        | Modifica les dades a Wikidata |
|        | Ca n'Horta del Puig      | Brunyola i Sant Martí Sapresa | masia        | Estil: arquitectura popular             | 41° 54′ 08″ N, 2° 39′ 34″ E / 41.90227°N,2.65933°E                           | bé integrant del patrimoni cultural català |                        | Modifica les dades a Wikidata |
|        | Ca n'Illos               | Brunyola i Sant Martí Sapresa | masia        |                                         | 41° 54′ 25″ N, 2° 39′ 49″ E / 41.9068979122595°N,2.66359323620964°E          |                                            |                        | Modifica les dades a Wikidata |
|        | Ca n'Oller de Ridorta    | Brunyola i Sant Martí Sapresa | masia        | Estil: arquitectura popular             | 41° 54′ 28″ N, 2° 40′ 14″ E / 41.90766°N,2.67064°E 198 msnm                  | bé integrant del patrimoni cultural català | Ca n'Oller de Ridorta  | Modifica les dades a Wikidata |
|        | Cal Barracaire           | Brunyola i Sant Martí Sapresa | masia        |                                         | 41° 55′ 16″ N, 2° 41′ 39″ E / 41.9211869419167°N,2.69410193369714°E          |                                            |                        | Modifica les dades a Wikidata |
|        | Cal Cabrer               | Brunyola i Sant Martí Sapresa | masia        |                                         | 41° 55′ 46″ N, 2° 40′ 34″ E / 41.9294329195346°N,2.67613931858217°E          |                                            |                        | Modifica les dades a Wikidata |
|        | Cal Carreter             | Brunyola i Sant Martí Sapresa | masia        |                                         | 41° 54′ 30″ N, 2° 42′ 19″ E / 41.90829768218554°N,2.7053511142730717°E       |                                            |                        | Modifica les dades a Wikidata |
|        | Cal Carreter             | Brunyola i Sant Martí Sapresa | masia        |                                         | 41° 55′ 25″ N, 2° 42′ 23″ E / 41.9235245444909°N,2.70630782919754°E          |                                            |                        | Modifica les dades a Wikidata |
|        | Cal Cucut                | Brunyola i Sant Martí Sapresa | masia        |                                         | 41° 53′ 39″ N, 2° 42′ 26″ E / 41.8942549165602°N,2.70727373709711°E          |                                            |                        | Modifica les dades a Wikidata |
|        | Cal Deretxo              | Brunyola i Sant Martí Sapresa | masia        |                                         | 41° 56′ 04″ N, 2° 41′ 20″ E / 41.93444880991°N,2.68885176820174°E            |                                            |                        | Modifica les dades a Wikidata |
|        | Cal Gat                  | Brunyola i Sant Martí Sapresa | masia        |                                         | 41° 55′ 55″ N, 2° 39′ 57″ E / 41.9320063547504°N,2.66583752493639°E          |                                            |                        | Modifica les dades a Wikidata |
|        | Cal Gavatx               | Brunyola i Sant Martí Sapresa | masia        |                                         | 41° 54′ 24″ N, 2° 41′ 59″ E / 41.9068000324285°N,2.69976513009409°E          |                                            |                        | Modifica les dades a Wikidata |
|        | Cal Lledó                | Brunyola i Sant Martí Sapresa | masia        |                                         | 41° 55′ 33″ N, 2° 39′ 17″ E / 41.9259115639507°N,2.65460461734029°E          |                                            |                        | Modifica les dades a Wikidata |
|        | Cal Marquès              | Brunyola i Sant Martí Sapresa | masia        |                                         | 41° 53′ 47″ N, 2° 39′ 57″ E / 41.8964202412647°N,2.66573377250946°E          |                                            |                        | Modifica les dades a Wikidata |
|        | Cal Ros                  | Brunyola i Sant Martí Sapresa | masia        |                                         | 41° 55′ 09″ N, 2° 38′ 55″ E / 41.919237632625°N,2.64869529306613°E           |                                            |                        | Modifica les dades a Wikidata |
|        | Cal Sabater              | Brunyola i Sant Martí Sapresa | masia        |                                         | 41° 54′ 51″ N, 2° 39′ 24″ E / 41.914218026471°N,2.65669350172704°E           |                                            |                        | Modifica les dades a Wikidata |
|        | Can Benet                | Brunyola i Sant Martí Sapresa | masia        |                                         | 41° 55′ 53″ N, 2° 39′ 51″ E / 41.9312896226873°N,2.66405612896699°E          |                                            |                        | Modifica les dades a Wikidata |
|        | Can Borra                | Brunyola i Sant Martí Sapresa | masia        | Estil: arquitectura popular             | 41° 55′ 05″ N, 2° 42′ 53″ E / 41.91803°N,2.71464°E                           | bé integrant del patrimoni cultural català |                        | Modifica les dades a Wikidata |
|        | Can Bruixina             | Brunyola i Sant Martí Sapresa | masia        |                                         | 41° 54′ 43″ N, 2° 41′ 55″ E / 41.9119311908297°N,2.69872820581152°E          |                                            |                        | Modifica les dades a Wikidata |
|        | Can Burguès              | Brunyola i Sant Martí Sapresa | masia        |                                         | 41° 56′ 46″ N, 2° 40′ 57″ E / 41.9462215113998°N,2.68259335136505°E 230 msnm |                                            | Can Burguès (Brunyola) | Modifica les dades a Wikidata |
|        | Can Castellet            | Brunyola i Sant Martí Sapresa | masia        |                                         | 41° 54′ 32″ N, 2° 41′ 21″ E / 41.908825651087°N,2.68926560565386°E           |                                            |                        | Modifica les dades a Wikidata |
|        | Can Castellà             | Brunyola i Sant Martí Sapresa | masia        |                                         | 41° 54′ 22″ N, 2° 40′ 06″ E / 41.9061999603846°N,2.66826296382226°E          |                                            |                        | Modifica les dades a Wikidata |
|        | Can Caçà                 | Brunyola i Sant Martí Sapresa | masia        |                                         | 41° 53′ 20″ N, 2° 41′ 07″ E / 41.8889094008085°N,2.68515537824436°E          |                                            |                        | Modifica les dades a Wikidata |
|        | Can Darder               | Brunyola i Sant Martí Sapresa | masia        |                                         | 41° 54′ 20″ N, 2° 41′ 57″ E / 41.9055104346807°N,2.69914421401043°E          |                                            |                        | Modifica les dades a Wikidata |
|        | Can Domer                | Brunyola i Sant Martí Sapresa | masia        |                                         | 41° 54′ 41″ N, 2° 42′ 59″ E / 41.9113637821732°N,2.7164199433728°E           |                                            |                        | Modifica les dades a Wikidata |
|        | Can Duc                  | Brunyola i Sant Martí Sapresa | masia        |                                         | 41° 54′ 41″ N, 2° 42′ 11″ E / 41.9114469739041°N,2.7030110740182°E           |                                            |                        | Modifica les dades a Wikidata |
|        | Can Falgueres            | Brunyola i Sant Martí Sapresa | masia        |                                         | 41° 54′ 49″ N, 2° 41′ 17″ E / 41.9137130386081°N,2.6880481167096°E           |                                            |                        | Modifica les dades a Wikidata |
|        | Can Falgueró             | Brunyola i Sant Martí Sapresa | masia        |                                         | 41° 54′ 06″ N, 2° 41′ 27″ E / 41.9015340445327°N,2.69071152805382°E          |                                            |                        | Modifica les dades a Wikidata |
|        | Can Ferreric             | Brunyola i Sant Martí Sapresa | masia        |                                         | 41° 53′ 33″ N, 2° 41′ 41″ E / 41.8925558744665°N,2.69468459472929°E          |                                            |                        | Modifica les dades a Wikidata |
|        | Can Fogona               | Brunyola i Sant Martí Sapresa | masia        |                                         | 41° 54′ 28″ N, 2° 40′ 53″ E / 41.9077230742591°N,2.68132519123416°E          |                                            |                        | Modifica les dades a Wikidata |
|        | Can Fogueró              | Brunyola i Sant Martí Sapresa | masia        |                                         | 41° 54′ 23″ N, 2° 41′ 04″ E / 41.906525035114°N,2.6845383312065°E            |                                            |                        | Modifica les dades a Wikidata |
|        | Can Font                 | Brunyola i Sant Martí Sapresa | masia        |                                         | 41° 56′ 36″ N, 2° 41′ 00″ E / 41.9434044724383°N,2.68334322871825°E          |                                            |                        | Modifica les dades a Wikidata |
|        | Can Formiga              | Brunyola i Sant Martí Sapresa | masia        | Estil: arquitectura popular             | 41° 53′ 28″ N, 2° 40′ 52″ E / 41.89109°N,2.68115°E                           | bé integrant del patrimoni cultural català |                        | Modifica les dades a Wikidata |
|        | Can Fusada               | Brunyola i Sant Martí Sapresa | masia        |                                         | 41° 53′ 14″ N, 2° 41′ 21″ E / 41.8873259839726°N,2.68911668937921°E          |                                            |                        | Modifica les dades a Wikidata |
|        | Can Garaig               | Brunyola i Sant Martí Sapresa | masia        |                                         | 41° 54′ 59″ N, 2° 42′ 16″ E / 41.9163054334459°N,2.70448385602168°E          |                                            |                        | Modifica les dades a Wikidata |
|        | Can Gavatxó              | Brunyola i Sant Martí Sapresa | masia        |                                         | 41° 53′ 28″ N, 2° 39′ 23″ E / 41.8911239076164°N,2.65646761734969°E          |                                            |                        | Modifica les dades a Wikidata |
|        | Can Goll                 | Brunyola i Sant Martí Sapresa | masia        |                                         | 41° 54′ 24″ N, 2° 42′ 08″ E / 41.9067616847285°N,2.70233347672938°E          |                                            |                        | Modifica les dades a Wikidata |
|        | Can Grau                 | Brunyola i Sant Martí Sapresa | masia        |                                         | 41° 55′ 02″ N, 2° 39′ 30″ E / 41.9170961793643°N,2.65836634542506°E          |                                            |                        | Modifica les dades a Wikidata |
|        | Can Jan                  | Brunyola i Sant Martí Sapresa | masia        |                                         | 41° 55′ 08″ N, 2° 39′ 42″ E / 41.9188444567641°N,2.66173365029434°E          |                                            |                        | Modifica les dades a Wikidata |
|        | Can Janot                | Brunyola i Sant Martí Sapresa | masia        |                                         | 41° 56′ 12″ N, 2° 39′ 29″ E / 41.9367116689267°N,2.65794804555375°E          |                                            |                        | Modifica les dades a Wikidata |
|        | Can Jaques de Dalt       | Brunyola i Sant Martí Sapresa | masia        | Estil: arquitectura popular             | 41° 54′ 29″ N, 2° 39′ 13″ E / 41.90797°N,2.65355°E 255 msnm                  | bé integrant del patrimoni cultural català |                        | Modifica les dades a Wikidata |
|        | Can Llorençó             | Brunyola i Sant Martí Sapresa | masia        |                                         | 41° 55′ 05″ N, 2° 39′ 21″ E / 41.9180250903621°N,2.655756596099°E            |                                            |                        | Modifica les dades a Wikidata |
|        | Can Lluci                | Brunyola i Sant Martí Sapresa | masia        |                                         | 41° 55′ 45″ N, 2° 38′ 30″ E / 41.9292941921933°N,2.64157216636211°E          |                                            |                        | Modifica les dades a Wikidata |
|        | Can Mariano              | Brunyola i Sant Martí Sapresa | masia        |                                         | 41° 53′ 35″ N, 2° 39′ 12″ E / 41.8931046730827°N,2.65322638512123°E          |                                            |                        | Modifica les dades a Wikidata |
|        | Can Mau de Dalt          | Brunyola i Sant Martí Sapresa | masia        |                                         | 41° 55′ 34″ N, 2° 38′ 48″ E / 41.9260497231508°N,2.64672820474292°E          |                                            |                        | Modifica les dades a Wikidata |
|        | Can Menut                | Brunyola i Sant Martí Sapresa | masia        |                                         | 41° 54′ 41″ N, 2° 42′ 55″ E / 41.9113879378029°N,2.71526226901157°E          |                                            |                        | Modifica les dades a Wikidata |
|        | Can Mestres              | Brunyola i Sant Martí Sapresa | masia        |                                         | 41° 54′ 36″ N, 2° 42′ 11″ E / 41.9099336945375°N,2.70295779986954°E          |                                            |                        | Modifica les dades a Wikidata |
|        | Can Moixac               | Brunyola i Sant Martí Sapresa | masia        | Estil: arquitectura popular             | 41° 54′ 04″ N, 2° 38′ 26″ E / 41.90116°N,2.64054°E                           | bé integrant del patrimoni cultural català |                        | Modifica les dades a Wikidata |
|        | Can Núria                | Brunyola i Sant Martí Sapresa | masia        |                                         | 41° 54′ 17″ N, 2° 42′ 24″ E / 41.9047734594957°N,2.70671931167036°E          |                                            |                        | Modifica les dades a Wikidata |
|        | Can Pau                  | Brunyola i Sant Martí Sapresa | masia        |                                         | 41° 53′ 26″ N, 2° 42′ 17″ E / 41.8905104312188°N,2.70467510102101°E          |                                            |                        | Modifica les dades a Wikidata |
|        | Can Pedrosa              | Brunyola i Sant Martí Sapresa | masia        |                                         | 41° 56′ 09″ N, 2° 39′ 23″ E / 41.935738935938°N,2.6563006317713°E            |                                            |                        | Modifica les dades a Wikidata |
|        | Can Pere Pujol           | Brunyola i Sant Martí Sapresa | masia        |                                         | 41° 55′ 49″ N, 2° 41′ 44″ E / 41.9303685076921°N,2.69548133580353°E          |                                            |                        | Modifica les dades a Wikidata |
|        | Can Pere Sobiranes       | Brunyola i Sant Martí Sapresa | masia        |                                         | 41° 55′ 59″ N, 2° 41′ 19″ E / 41.9330882188945°N,2.68864126357173°E          |                                            |                        | Modifica les dades a Wikidata |
|        | Can Peres                | Brunyola i Sant Martí Sapresa | masia        |                                         | 41° 53′ 24″ N, 2° 42′ 36″ E / 41.8899294431933°N,2.70995741013599°E          |                                            |                        | Modifica les dades a Wikidata |
|        | Can Perot                | Brunyola i Sant Martí Sapresa | masia        |                                         | 41° 54′ 24″ N, 2° 40′ 05″ E / 41.9067489836503°N,2.66812749330412°E          |                                            |                        | Modifica les dades a Wikidata |
|        | Can Pla                  | Brunyola i Sant Martí Sapresa | masia        | Estil: arquitectura popular             | 41° 54′ 35″ N, 2° 40′ 25″ E / 41.90978°N,2.67355°E                           | bé integrant del patrimoni cultural català |                        | Modifica les dades a Wikidata |
|        | Can Ponç de Baix         | Brunyola i Sant Martí Sapresa | masia        |                                         | 41° 54′ 31″ N, 2° 41′ 10″ E / 41.9086818273656°N,2.6860590130347°E           |                                            |                        | Modifica les dades a Wikidata |
|        | Can Ponç de Dalt         | Brunyola i Sant Martí Sapresa | masia        |                                         | 41° 54′ 42″ N, 2° 40′ 09″ E / 41.9116518072369°N,2.66921143761081°E          |                                            |                        | Modifica les dades a Wikidata |
|        | Can Puig-rodonell        | Brunyola i Sant Martí Sapresa | masia        |                                         | 41° 55′ 47″ N, 2° 41′ 09″ E / 41.9296°N,2.68584°E 156 msnm                   |                                            |                        | Modifica les dades a Wikidata |
|        | Can Puigdendroc          | Brunyola i Sant Martí Sapresa | masia        |                                         | 41° 55′ 03″ N, 2° 42′ 34″ E / 41.917489041573°N,2.70947088022187°E           |                                            |                        | Modifica les dades a Wikidata |
|        | Can Pujador              | Brunyola i Sant Martí Sapresa | masia        |                                         | 41° 55′ 51″ N, 2° 39′ 43″ E / 41.9307518950763°N,2.66189991799827°E          |                                            |                        | Modifica les dades a Wikidata |
|        | Can Rauric               | Brunyola i Sant Martí Sapresa | masia        |                                         | 41° 53′ 42″ N, 2° 42′ 43″ E / 41.8949334222689°N,2.71202026868683°E          |                                            |                        | Modifica les dades a Wikidata |
|        | Can Riera d'Amunt        | Brunyola i Sant Martí Sapresa | masia        |                                         | 41° 55′ 16″ N, 2° 38′ 49″ E / 41.9212225476812°N,2.6468754302511°E           |                                            |                        | Modifica les dades a Wikidata |
|        | Can Riera d'Avall        | Brunyola i Sant Martí Sapresa | masia        | Estil: arquitectura popular             | 41° 55′ 06″ N, 2° 39′ 18″ E / 41.91847°N,2.65511°E                           | bé integrant del patrimoni cultural català |                        | Modifica les dades a Wikidata |
|        | Can Rierola              | Brunyola i Sant Martí Sapresa | masia        |                                         | 41° 54′ 33″ N, 2° 39′ 57″ E / 41.9092°N,2.66586°E 212.2 msnm                 |                                            |                        | Modifica les dades a Wikidata |
|        | Can Rosell               | Brunyola i Sant Martí Sapresa | masia        |                                         | 41° 55′ 28″ N, 2° 39′ 08″ E / 41.92449°N,2.65216°E                           | bé integrant del patrimoni cultural català | Can Rosell (Brunyola)  | Modifica les dades a Wikidata |
|        | Can Rossell              | Brunyola i Sant Martí Sapresa | masia        |                                         | 41° 55′ 46″ N, 2° 41′ 09″ E / 41.92958333°N,2.68584083°E 187 msnm            |                                            | Can Rossell (Brunyola) | Modifica les dades a Wikidata |
|        | Can Roure                | Brunyola i Sant Martí Sapresa | masia        | Estil: arquitectura popular             | 41° 54′ 15″ N, 2° 42′ 32″ E / 41.90418°N,2.709°E 153 msnm                    | bé integrant del patrimoni cultural català | Can Roure (Brunyola)   | Modifica les dades a Wikidata |
|        | Can Segarra              | Brunyola i Sant Martí Sapresa | masia        |                                         | 41° 53′ 49″ N, 2° 39′ 28″ E / 41.8968473556095°N,2.65784741060923°E          |                                            |                        | Modifica les dades a Wikidata |
|        | Can Serrallonga          | Brunyola i Sant Martí Sapresa | masia        |                                         | 41° 53′ 00″ N, 2° 41′ 56″ E / 41.8832807382762°N,2.69881462194227°E          |                                            |                        | Modifica les dades a Wikidata |
|        | Can Sidera               | Brunyola i Sant Martí Sapresa | masia        |                                         | 41° 54′ 30″ N, 2° 42′ 28″ E / 41.908257759379°N,2.707850933074951°E          |                                            |                        | Modifica les dades a Wikidata |
|        | Can Silvestre            | Brunyola i Sant Martí Sapresa | masia        |                                         | 41° 56′ 06″ N, 2° 41′ 07″ E / 41.934921289647°N,2.6852545546127°E            |                                            |                        | Modifica les dades a Wikidata |
|        | Can Sobiranes            | Brunyola i Sant Martí Sapresa | masia        |                                         | 41° 55′ 49″ N, 2° 41′ 48″ E / 41.9302091979857°N,2.69654350865391°E          |                                            |                        | Modifica les dades a Wikidata |
|        | Can Soler                | Brunyola i Sant Martí Sapresa | masia        |                                         | 41° 54′ 32″ N, 2° 42′ 57″ E / 41.9087682432482°N,2.71578032575771°E          |                                            |                        | Modifica les dades a Wikidata |
|        | Can Tapa                 | Brunyola i Sant Martí Sapresa | masia        |                                         | 41° 55′ 17″ N, 2° 38′ 55″ E / 41.9214617519402°N,2.6485142553276°E           |                                            |                        | Modifica les dades a Wikidata |
|        | Can Tarinet              | Brunyola i Sant Martí Sapresa | masia        |                                         | 41° 53′ 26″ N, 2° 40′ 07″ E / 41.8906911248664°N,2.66857224687266°E          |                                            |                        | Modifica les dades a Wikidata |
|        | Can Tarrús               | Brunyola i Sant Martí Sapresa | masia        | Estil: arquitectura popular             | 41° 54′ 57″ N, 2° 41′ 33″ E / 41.91579°N,2.6924°E                            | bé integrant del patrimoni cultural català |                        | Modifica les dades a Wikidata |
|        | Can Terrers              | Brunyola i Sant Martí Sapresa | masia        |                                         | 41° 53′ 52″ N, 2° 41′ 21″ E / 41.8978728016397°N,2.68905348726443°E          |                                            |                        | Modifica les dades a Wikidata |
|        | Can Torremagra           | Brunyola i Sant Martí Sapresa | masia        |                                         | 41° 55′ 52″ N, 2° 41′ 53″ E / 41.931015145116°N,2.69819214000783°E           |                                            |                        | Modifica les dades a Wikidata |
|        | Can Trabuc               | Brunyola i Sant Martí Sapresa | masia        |                                         | 41° 54′ 25″ N, 2° 41′ 23″ E / 41.9069718395436°N,2.68985333904049°E          |                                            |                        | Modifica les dades a Wikidata |
|        | Can Trumfa               | Brunyola i Sant Martí Sapresa | masia        |                                         | 41° 56′ 05″ N, 2° 40′ 28″ E / 41.9346067167562°N,2.6743399785306°E           |                                            |                        | Modifica les dades a Wikidata |
|        | Can Turon                | Brunyola i Sant Martí Sapresa | masia        |                                         | 41° 55′ 22″ N, 2° 39′ 29″ E / 41.9226790712855°N,2.65792652192171°E          |                                            |                        | Modifica les dades a Wikidata |
|        | Can Vador Font           | Brunyola i Sant Martí Sapresa | masia        |                                         | 41° 55′ 15″ N, 2° 40′ 54″ E / 41.9208737725424°N,2.68160950088288°E          |                                            |                        | Modifica les dades a Wikidata |
|        | Can Xacó                 | Brunyola i Sant Martí Sapresa | masia        |                                         | 41° 53′ 52″ N, 2° 39′ 10″ E / 41.897900550763°N,2.6528869991295°E            |                                            |                        | Modifica les dades a Wikidata |
|        | Can Xeconic              | Brunyola i Sant Martí Sapresa | masia        |                                         | 41° 53′ 57″ N, 2° 39′ 38″ E / 41.899089308613°N,2.66063235937461°E           |                                            |                        | Modifica les dades a Wikidata |
|        | Can Xic del Rieral       | Brunyola i Sant Martí Sapresa | masia        |                                         | 41° 56′ 07″ N, 2° 40′ 48″ E / 41.9354062664332°N,2.68001735452881°E          |                                            |                        | Modifica les dades a Wikidata |
|        | Can Xico                 | Brunyola i Sant Martí Sapresa | masia        |                                         | 41° 56′ 08″ N, 2° 40′ 57″ E / 41.9354223043381°N,2.68255040276968°E          |                                            |                        | Modifica les dades a Wikidata |
|        | Can Xola                 | Brunyola i Sant Martí Sapresa | masia        |                                         | 41° 55′ 49″ N, 2° 40′ 21″ E / 41.9302599638985°N,2.67240811856035°E          |                                            |                        | Modifica les dades a Wikidata |
|        | Can Xola Nou             | Brunyola i Sant Martí Sapresa | masia        |                                         | 41° 55′ 12″ N, 2° 39′ 05″ E / 41.9199303688432°N,2.65139284256481°E          |                                            |                        | Modifica les dades a Wikidata |
|        | Casa Nova d'en Borra     | Brunyola i Sant Martí Sapresa | masia        |                                         | 41° 55′ 01″ N, 2° 42′ 39″ E / 41.9168259866287°N,2.71083655644984°E          |                                            |                        | Modifica les dades a Wikidata |
|        | Casa Nova de Serrallonga | Brunyola i Sant Martí Sapresa | masia        |                                         | 41° 53′ 05″ N, 2° 41′ 31″ E / 41.8847305464387°N,2.69191350951975°E          |                                            |                        | Modifica les dades a Wikidata |
|        | Casa Nova de l'Esquerrà  | Brunyola i Sant Martí Sapresa | masia        |                                         | 41° 54′ 01″ N, 2° 40′ 05″ E / 41.9002188703975°N,2.66806486045936°E          |                                            |                        | Modifica les dades a Wikidata |
|        | Mas Devesa de Ridorta    | Brunyola i Sant Martí Sapresa | masia        | Estil: arquitectura popular             | 41° 54′ 45″ N, 2° 42′ 27″ E / 41.91259°N,2.70759°E                           | bé integrant del patrimoni cultural català |                        | Modifica les dades a Wikidata |
|        | Mas Parés                | Brunyola i Sant Martí Sapresa | masia        | Estil: noucentisme arquitectura popular | 41° 55′ 07″ N, 2° 39′ 03″ E / 41.91856°N,2.65089°E 272 msnm                  | bé integrant del patrimoni cultural català | Mas Parés              | Modifica les dades a Wikidata |
|        | Mas Salló d'Armadans     | Brunyola i Sant Martí Sapresa | masia        | Estil: arquitectura popular             | 41° 55′ 40″ N, 2° 41′ 56″ E / 41.92785°N,2.69878°E 169 msnm                  | bé integrant del patrimoni cultural català | Can Salló              | Modifica les dades a Wikidata |
|        | Mas d'Avall              | Brunyola i Sant Martí Sapresa | masia        |                                         | 41° 54′ 02″ N, 2° 38′ 29″ E / 41.9006518072545°N,2.64131042892489°E          |                                            |                        | Modifica les dades a Wikidata |
|        | el Casot                 | Brunyola i Sant Martí Sapresa | masia        |                                         | 41° 54′ 31″ N, 2° 38′ 01″ E / 41.9085174896978°N,2.63362198151206°E          |                                            |                        | Modifica les dades a Wikidata |
|        | el Pallars               | Brunyola i Sant Martí Sapresa | masia        |                                         | 41° 54′ 56″ N, 2° 38′ 36″ E / 41.9155467615885°N,2.64346997049965°E          |                                            |                        | Modifica les dades a Wikidata |
|        | el Salabert              | Brunyola i Sant Martí Sapresa | masia        |                                         | 41° 55′ 34″ N, 2° 38′ 54″ E / 41.9259825571569°N,2.64832059207838°E          |                                            |                        | Modifica les dades a Wikidata |
|        | els Allorons             | Brunyola i Sant Martí Sapresa | masia        |                                         | 41° 54′ 27″ N, 2° 38′ 13″ E / 41.9074558886259°N,2.63683527831587°E          |                                            |                        | Modifica les dades a Wikidata |
|        | els Closos               | Brunyola i Sant Martí Sapresa | masia        |                                         | 41° 55′ 07″ N, 2° 37′ 50″ E / 41.918640314833°N,2.63056130744555°E           |                                            |                        | Modifica les dades a Wikidata |
|        | l'Hostal de Baix         | Brunyola i Sant Martí Sapresa | masia        | Estil: arquitectura popular             | 41° 55′ 01″ N, 2° 39′ 18″ E / 41.91705°N,2.65507°E                           | bé integrant del patrimoni cultural català |                        | Modifica les dades a Wikidata |
|        | la Burgoneda             | Brunyola i Sant Martí Sapresa | masia        |                                         | 41° 55′ 42″ N, 2° 39′ 03″ E / 41.9282776730299°N,2.65074434233613°E          |                                            |                        | Modifica les dades a Wikidata |
|        | la Casa Nova d'en Mau    | Brunyola i Sant Martí Sapresa | masia        |                                         | 41° 55′ 41″ N, 2° 38′ 58″ E / 41.9281474637467°N,2.64939420471543°E          |                                            |                        | Modifica les dades a Wikidata |
|        | la Torroja               | Brunyola i Sant Martí Sapresa | masia        |                                         | 41° 55′ 30″ N, 2° 39′ 37″ E / 41.9251084792854°N,2.66014475053646°E          |                                            |                        | Modifica les dades a Wikidata |
|        | les Ginesteries          | Brunyola i Sant Martí Sapresa | masia        |                                         | 41° 56′ 00″ N, 2° 39′ 45″ E / 41.9333°N,2.66255°E 215 msnm                   |                                            |                        | Modifica les dades a Wikidata |

## muntanya
| imatge | Nom                 | Ubicat a                      | instància de | Detalls | coordenades                                                         | Protecció | Commons (més fotos) | Dades a WD                    |
| ------ | ------------------- | ----------------------------- | ------------ | ------- | ------------------------------------------------------------------- | --------- | ------------------- | ----------------------------- |
|        | Puig Rodonell       | Brunyola i Sant Martí Sapresa | muntanya     |         | 41° 55′ 49″ N, 2° 41′ 16″ E / 41.9304°N,2.68779°E 210.8 msnm        |           |                     | Modifica les dades a Wikidata |
|        | Turó de Castellvell | Brunyola i Sant Martí Sapresa | muntanya     |         | 41° 54′ 09″ N, 2° 40′ 27″ E / 41.9025°N,2.67418°E 307.8 msnm        |           |                     | Modifica les dades a Wikidata |
|        | la Creu             | Brunyola i Sant Martí Sapresa | muntanya     |         | 41° 54′ 05″ N, 2° 40′ 48″ E / 41.90138222°N,2.68008056°E 295.9 msnm |           |                     | Modifica les dades a Wikidata |

## serra
| imatge | Nom                    | Ubicat a                                  | instància de | Detalls | coordenades                                                  | Protecció | Commons (més fotos)                 | Dades a WD                    |
| ------ | ---------------------- | ----------------------------------------- | ------------ | ------- | ------------------------------------------------------------ | --------- | ----------------------------------- | ----------------------------- |
|        | Serra del Gavatxo      | Brunyola i Sant Martí Sapresa             | serra        |         | 41° 53′ 24″ N, 2° 41′ 21″ E / 41.8901°N,2.6893°E 190.5 msnm  |           |                                     | Modifica les dades a Wikidata |
|        | serra de Santa Bàrbara | Osor Anglès Brunyola i Sant Martí Sapresa | serra        |         | 41° 55′ 41″ N, 2° 37′ 10″ E / 41.9281°N,2.61944°E 852.9 msnm |           | Serra de Santa Bàrbara (Guilleries) | Modifica les dades a Wikidata |

## Misc
| imatge | Nom                                                | Ubicat a                                | instància de               | Detalls                                    | coordenades                                                         | Protecció | Commons (més fotos) | Dades a WD                    |
| ------ | -------------------------------------------------- | --------------------------------------- | -------------------------- | ------------------------------------------ | ------------------------------------------------------------------- | --------- | ------------------- | ----------------------------- |
|        | Creu                                               | Brunyola i Sant Martí Sapresa           | vèrtex geodèsic            | Alt: 1.2m                                  | 41° 54′ 05″ N, 2° 40′ 50″ E / 41.901365°N,2.680457°E 300.504 msnm   |           |                     | Modifica les dades a Wikidata |
|        | Onyar                                              | província de Girona Comarques gironines | curs d'aigua               | Desemboca: Ter Llarg: 34km Conca: 340.9km² | 41° 58′ 14″ N, 2° 50′ 22″ E / 41.970555555556°N,2.8394444444444°E   |           | Onyar               | Modifica les dades a Wikidata |
|        | Polígon industrial de Ca n'Illos                   | Brunyola i Sant Martí Sapresa           | polígon industrial         |                                            | 41° 54′ 27″ N, 2° 39′ 48″ E / 41.9073922526186°N,2.66324098111887°E |           |                     | Modifica les dades a Wikidata |
|        | Torre de telegrafia òptica de Brunyola             | Brunyola i Sant Martí Sapresa           | torre de telegrafia òptica |                                            | 41° 54′ 20″ N, 2° 40′ 15″ E / 41.9055275°N,2.6708361°E              |           |                     | Modifica les dades a Wikidata |
|        | casa consistorial de Brunyola i Sant Martí Sapresa | Brunyola i Sant Martí Sapresa           | casa consistorial          |                                            | 41° 54′ 17″ N, 2° 41′ 04″ E / 41.904747°N,2.6845362°E               |           |                     | Modifica les dades a Wikidata |
|        | la Creu                                            | Brunyola i Sant Martí Sapresa           | creu monumental            |                                            | 41° 54′ 03″ N, 2° 40′ 52″ E / 41.9007329207743°N,2.68101032541313°E |           |                     | Modifica les dades a Wikidata |